# جیم جونز
جیمز وارن جونز یا جیم جونز (به انگلیسی: Jim Jones) (13 می ۱۹۳۱–۱۸ نوامبر۱۹۷۸) یک رهبر آیینی بود که اعتقاد داشت با درک اراده خداوند، کمونیسم نظم اجتماعی درستی است. او همچنین پیشوای روحانی عضو کلیسای مریدان مسیح بود و کشیش کلیسایی در شهر سانفرانسیسکو بود. او به خاطر ترتیب دادن، بنیان‌گذاری و رهبری جریانی موسوم به پیپلز تمپل (به معنی پرستشگاه مردم) که گرایش‌های چپگرایانه رادیکال داشت؛ به شهرت مضاعف رسید، جریان پیپلز تمپل به نظر برخی یک جریان با کیفیات آیین گونه است.
او به خاطر خودکشی دسته جمعی ۹۱۸ نفر در جونز تاون گویان و نیز مرگ لئو رایان معروف است.
جونز در ایالت ایندیانا به دنیا آمد و در کودکی تحت تأثیر کمونیسم بود و برگرفته و ملهم از این تأثیرات به برابری نژادی گرایش داشت. وی در سال ۱۹۷۷ برنده جایزه جهانی مارتین لوتر کینگ شد.

## مهاجرت به شیکاگو منطقه گویانا
جونز و پیروانش با فشار دولت ایالات متحده به جنگلی در منطقه گویانا می‌روند و شهری به نام جونز تاون را تأسیس می‌کنند.
در سال ۱۹۷۸ رسانه‌ها خبر از تردیدهایی از نقض حقوق بشر در شهری موسوم به جونز تاون در گویانا منتشر کردند و متعاقب آن، لئو رایان، یکی از نمایندگان کنگره آمریکا که در زمینه حقوق بشر فعال بود، به منظور تحقیق دراین زمینه راهی این شهر می‌شود. در بازگشت، تعدادی از اعضای فرقه پیپلز تمپل از این فرقه جدا می‌شوند تا با او به ایالات متحده برگردند. لیو رایان در حین سوار شدن به هواپیما به همراه جداشدگان و همراهان اولیه به ضرب گلوله کشته می‌شود. گزارش‌ها از درگیری بین او و گروه مسلح محافظان سرخ جونز خبر می‌دادند. جونز متعاقباً اقدام به خودکشی دست جمعی به همراه ۹۱۸ نفر از پیروان خود در جونز تاون می‌کند. لازم است ذکر شود که این خودکشی دسته‌جمعی به وسیلهٔ مادهٔ سمی سیانور و ترکیباتی از آن انجام شد که برای کودکان از طعم دهنده‌های شیرین‌کننده و طعم‌های دلخواه برای دیگران استفاده شده بود. در جریان این خودکشی دسته جمعی و عمومی نزدیک به ۳۰۰ کودک جان خود را از دست دادند که تقریباً همگی به وسیلهٔ نوشابه با طعم فلیورآید (Flavor Aid) که یک نوشابه غیر گازدار است و ترکیب آن با سم سیانور انجام پذیرفت. از این خودکشی دسته جمعی تنها پنج نفر جان سالم به در برده‌اند.
رسانه‌های آمریکا اعلام کردند: «۹۰۹ نفر در ۱۷ نوامبر ۱۹۷۸ دست به خوردن سم می‌زنند تا بزرگ‌ترین خودکشی دسته جمعی تاریخ بشریت را رقم بزنند.» تصاویر کشته شدگان که کنار هم روی زمین افتاده‌اند، مادرانی که کودکان خود را در آغوش دارند، زن و شوهرهایی که یکدیگر را در آغوش گرفته‌اند و صدای جیغ‌های ترسان آن‌ها قبل از خودکشی که مثل همه سخنرانی‌های جیم جونز ضبط شده‌است.

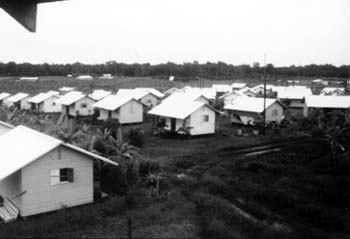
شهر جونز تون در کشور گویانا